# Peruanisches Militärordinariat
Das peruanische Militärordinariat ist ein Militärordinariat in Peru und zuständig für die peruanischen Streitkräfte.

## Geschichte
Das peruanische Militärordinariat betreut Angehörige der peruanischen Streitkräfte katholischer Konfessionszugehörigkeit und deren Familien seelsorglich. Es wurde durch Papst Pius XII. am 15. Mai 1943 als Militärvikariat errichtet. Durch einen am 19. Juli 1980 zwischen der Republik Peru und dem Heiligen Stuhl geschlossenen Vertrag wurde das Militärvikariat staatlicherseits bestätigt.
Der Sitz des peruanischen Militärordinariats befindet sich in Lima. Es wurde am 21. Juli 1986 durch Papst Johannes Paul II. mit der Apostolischen Konstitution Spirituali militum curae zur Diözese erhoben.

## Militärseelsorge in den Kommandostrukturen der Armee
Die Militärseelsorge erfolgt in Peru gemäß dem Reglamento del obispado castrense del Perú vom 26. November 1999, den die Regierung Fujimori mit der Bischofskonferenz vereinbart hatte. Dadurch ist die Militärseelsorge in die Kommandostrukturen der Armee eingebunden:
- Militärpfarrer und Militärkapläne stehen im militärischen Dienst (im Rang von Offizieren, ein Kaplan zum Beispiel im Rang eines Hauptmanns). Sie unterliegen dem Weisungsrecht ihrer militärischen Vorgesetzten.
- Der Militärbischof steht im Rang eines Brigadegenerals. Er ist die einzige Person des Militärordinariates, die nicht weisungsgebunden ist.
- Ihre wöchentlichen Einsatzbefehle mit allen Terminen erhalten die Militärseelsorger von der Personalverwaltung der Armee.
- Militärpfarreien werden durch den zuständigen Divisionsbefehlshaber errichtet.
- Die Militärseelsorger sind angehalten, bei Geburtstagen und Dienstjubiläen kommandierender Offiziere besondere Dankgottesdienste zu zelebrieren.

| Militärbischöfe in Peru |                                     |                                                         |                   |                   |
| Nr.                     | Name                                | Amt                                                     | von               | bis               |
| 1                       | Juan Gualberto Kardinal Guevara     | Erzbischof von Trujillo Erzbischof von Lima             | 13. Januar 1945   | 27. November 1954 |
| 2                       | Carlos Maria Jurgens Byrne CSsR     | Titularbischof von Nisyrus                              | 7. Februar 1954   | 17. Dezember 1956 |
| 3                       | Felipe Santiago Hermosa y Sarmiento | Titularerzbischof von Beroea                            | 17. Dezember 1956 | 1967              |
| 4                       | Alcides Mendoza Castro              | Titularerzbischof von Pederodiana                       | 12. August 1967   | 5. Oktober 1983   |
| 5                       | Eduardo Picher Peña                 | Titularerzbischof von Abitinae                          | 14. Juni 1984     | 6. Februar 1996   |
| 6                       | Héctor Miguel Cabrejos Vidarte OFM  | Titularbischof von Belesasa                             | 6. Februar 1996   | 29. Juli 1999     |
| 7                       | Salvador Piñeiro García-Calderón    | Weihbischof in Lurín Erzbischof von Ayacucho o Huamanga | 21. Juli 2001     | 30. Oktober 2012  |
| 8                       | Guillermo Martín Abanto Guzmán      |                                                         | 30. Oktober 2012  | 20. Juli 2013     |
| 9                       | Juan Carlos Vera Plasencia MSC      |                                                         | 16. Juli 2014     |                   |